# برايان إيرفاين
برايان إيرفاين (بالإنجليزية: Brian Irvine)‏ هو ملحن بريطاني، ولد في 2 يناير 1965.

## وصلات خارجية
- برايان إيرفاين على موقع IMDb (الإنجليزية)
- برايان إيرفاين على موقع ميوزك برينز (الإنجليزية)
- برايان إيرفاين على موقع ديسكوغز (الإنجليزية)
- برايان إيرفاين على موقع قاعدة بيانات الفيلم (الإنجليزية)